# Amblytelus curtus
Amblytelus curtus é uma espécie de inseto coleóptero adéfago pertencente à família dos carabídeos, que inclui, entre seus grupos, os besouros-bombardeiros. Esta espécie, assim como outros representantes de Amblytelus, se encontra classificada dentro da subfamília Psydrinae, sendo um dos principais membros da subtribo Amblytelina, tribo Moriomorphini.
Esta espécie seria descrita primeiramente no início do século XIX, ainda no ano de 1801, pelo influente entomólogo e economista dinamarquês Johan Christian Fabricius, em uma de suas primeiras publicações inspiradas pelos trabalhos de Carlos Lineu, especificamente do primeiro tomo de Systema eleutheratorum secundum ordines, genera, species: adiectis synonimis, locis, observationibus, descriptionibus. Sua datação a torna a primeira espécie representante do gênero Amblytelus a ser descrita.

## Subespécies
São reconhecidas por Global Biodiversity Information Facility e Catalogue of Life as seguintes subespécies, seriam descritas por Fabricius, 1801 e Baehr, 2004:
- Amblytelus curtus curtis Fabricius, 1801
- Amblytelus curtus continentalis Baehr, 2004